# Фотоплетизмографија клиториса
Фотоплетизмографија клиториса (ФПК) је релативно нова методаа која користи светлост за мерење промена запремине крви у клиторису (ЦБВ). Аутори ове методе сугеришу да је фотоплетизмографија клиториса посебно информативна за испитивање сексуалне инхибиције, као и да би поступак могао бити одржив инструмент за процену женских сексуалних преступника. Међутим конструктивна валидност ове методе још није у потпуности процењена.

## Намена
Клиторални фотоплетизмограф  валидно и осетљиво средство за мерење одговора женских гениталних органа. За разлику од вагиналне фотоплетизмографије, фотоплетизмографија клиториса је осетљивија на инхибицију сексуалног одговора.  
Овом методом врши се процена дискриминантне и конвергентне валидност клиториса. Да би се одредила дискриминаторна валидност, запремине крви у клиторису требало би да у одговору постоји разлика између сексуалних и несексуалних емоционалних доживљаја ако ФПК тачно процени вазоконгестију клиториса повезану са сексуалним узбуђењем и прикаже конвергентну валидност запремине клиторалне крви која би требало да значајно корелирала са субјективним извештајима о сексуалном узбуђењу.

## Методе
Фотоплетизмограф клиториса је мали уређај од прозирног акрила који садржи извор светлости и детектор светлости. Извор светлости осветљава капиларно лежиште ткива клиториса и крв која циркулише у њему. Како се клиторис повећава, више светлости се рефлектује у фотоосетљивој ћелији уређаја. 
Фотоплетизмограф клиториса се поставља поставља испитанику између малих усана, са детектором светлости који је оријентисан ка клиторису. Може се прикључити на вагинални фотоплетизмограф тако да се и ФПК и амплитуда вагиналног пулса (АВП) могу мерити истовремено.
Током испитаник је обавезан да испитаник континуирано пријављивљује сексуално узбуђење током сваког стимулуса, као и сексуалне и несексуалне афекте пре и после сваког стимулуса. Сви ови субјективни одговори се снимају притиском на дугме помоћу тастатуре.
Као главне мера исхода теста користи се амплитуда вагиналног пулса (АВП), ФПК и сексуално узбуђење и несексуални афекти које је испитаник сам пријавио.
Запремина крви у клиторису може бити валидна мера сексуалног узбуђења код жена која пружа комплементарне информације о амплитуди вагиналног пулса и корелира са сексуалним узбуђењем које је сам испитаник пријавио.